# Pedro Calderón (baloncestista)
Pedro Calderón (n. Las Flores; 25 de abril de 1980) es un ex-baloncestista argentino que se desempeñaba como pívot. 
Debutó en Boca Juniors durante la temporada 1997-98. Se retiró luego de disputar los playoffs del Torneo Federal de Básquetbol de 2018 con Lanús. 
Jugó con la selección de básquetbol de Argentina, tanto en torneos juveniles como en torneos de mayores. Fue miembro del equipo que participó de los Juegos de la Buena Voluntad de 2001, terminando subcampeones detrás de una selección de baloncesto de Estados Unidos conformada por jugadores provenientes de la NBA. En esa oportunidad compartió el plantel con Walter Herrmann, Leo Gutiérrez y Daniel Farabello, tres miembros de la llamada Generación Dorada. 

## Trayectoria

### Clubes
| Club                        | País        | Año         |
| --------------------------- | ----------- | ----------- |
| Boca Juniors                | Argentina   | 1997 - 2002 |
| Regatas de San Nicolás      | Argentina   | 2002 - 2003 |
| Estudiantes de Olavarría    | Argentina   | 2003 - 2004 |
| Obras Sanitarias            | Argentina   | 2004 - 2005 |
| Industriales de Barceloneta | Puerto Rico | 2005        |
| Quilmes                     | Argentina   | 2005 - 2007 |
| Ulbra                       | Brasil      | 2007 - 2008 |
| Quilmes                     | Argentina   | 2008 - 2009 |
| Olímpico                    | Argentina   | 2009 - 2010 |
| Metodista                   | Brasil      | 2010        |
| Assis Basket                | Brasil      | 2010 - 2011 |
| Mogi das Cruzes             | Brasil      | 2011        |
| Regatas de Corrientes       | Argentina   | 2012 - 2014 |
| Boca Juniors                | Argentina   | 2014 - 2015 |
| Regatas de Corrientes       | Argentina   | 2015 - 2016 |
| Boca Juniors                | Argentina   | 2016        |
| Estudiantes Concordia       | Argentina   | 2017        |
| Lanús                       | Argentina   | 2018        |

## Palmarés

### Campeonatos nacionales
- Torneo Súper 8:
  - Club de Regatas Corrientes: 2012.
- Liga Nacional de Básquet:
  - Club de Regatas Corrientes: 2013-14.

### Campeonatos internacionales
- Liga Sudamericana de Clubes: 
  - Club de Regatas Corrientes: 2012.

### Selección nacional
- Selección de básquetbol de Argentina:
  -  Campeonato Mundial de Baloncesto Sub-21 Masculino de 2001.
  -  Juegos de la Buena Voluntad 2001.
  -  Campeonato Sudamericano de Baloncesto de 2006.

### Distinciones personales
- Jugador de Mayor Progreso de la Liga Nacional de Básquet: 2005-06.
- Juego de las Estrellas de la LNB: 2006, 2007.